# Pisaczów
Pisaczów est une localité polonaise de la gmina de Siekierczyn, située dans le powiat de Lubań en voïvodie de Basse-Silésie.